# Linia Panther-Wotan

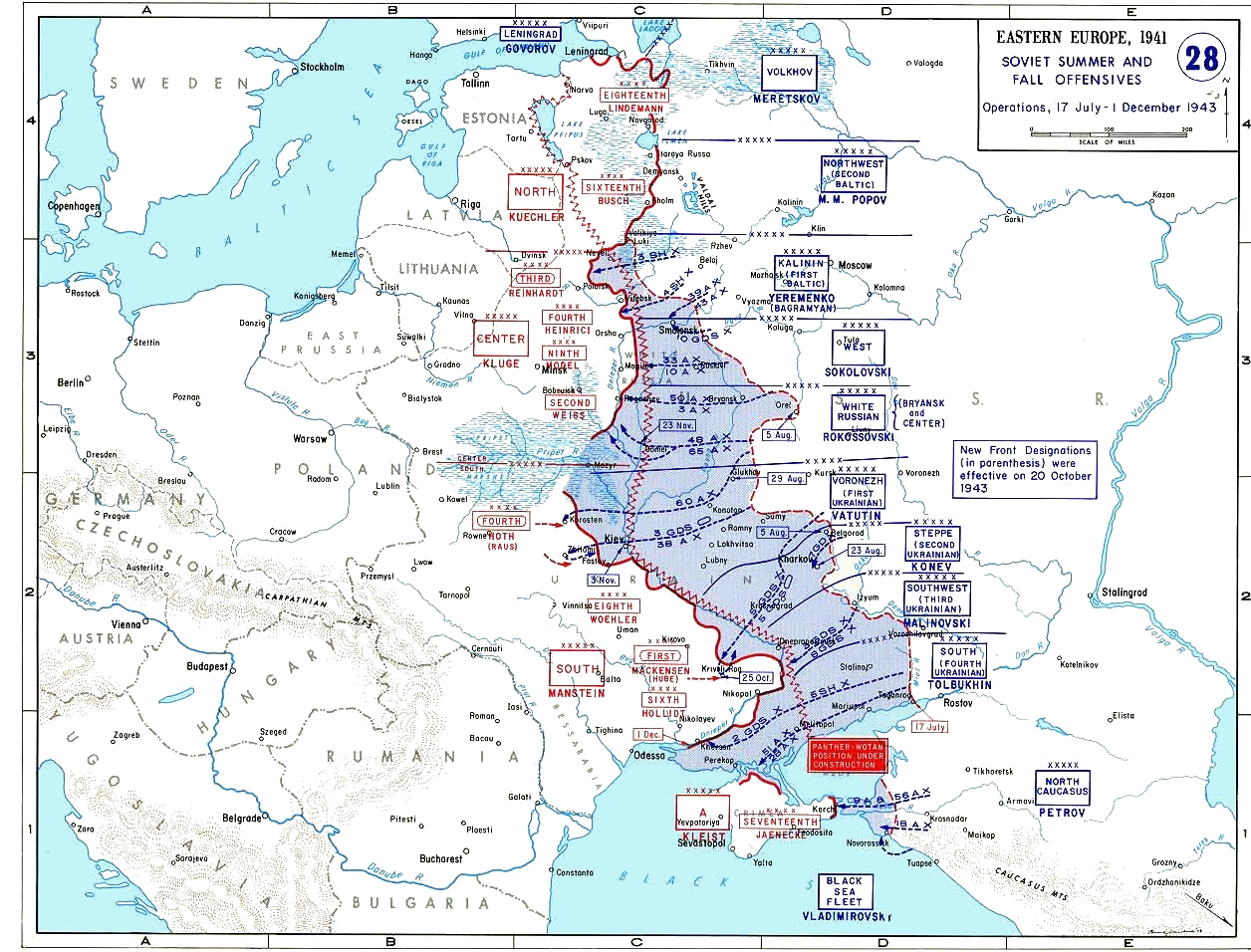
Harta a frontului de răsărit în 1943. Linia Panther-Wotan este desenată cu linie în zigzag roșie.

Linia Panther-Wotan a fost o structură defensivă construită de Wehrmachtul german în 1943 pe frontul de răsărit. Hitler a sperat să repete succesul înregistrat de linia Hindenburg în timpul primului război mondial pe frontul de vest, care a permis Germaniei să scurteze liniile de apărare și să crească densitatea de luptători și forța lor pe întreg frontul. În 1942 însă, Wehrmachtul nu mai era capabil să lanseze o ofensivă decisivă care să câștige războiul împotriva Armatei Roșii, Hitler dorind să forțeze intrarea într-un impas fără ieșire a Armatei Roșii, mai înainte ca armatele Aliaților occidentali nedebarcate încă pe continentul european să devină o amenințare majoră. În ciuda eforturilor depuse de germani, eșecul acțiunilor lor a fost total. 
Cea mai mare parte a liniei defensive se întindea de-a lungul râului Nipru, de la vest de Smolensk până la Marea Neagră. Dacă malul vest al Niprului oferea condiții naturale importante pentru organizarea defensivei pe cea mai mare parte a cursului, cursul inferior al râului se depărta spre vest de linia defensivă, apărarea Peninsulei Crimeea și a legăturii acesteia cu continentul fiind slabă. În nord, linia se întindea de la Vitebsk la Pskov, după care urma malul vestic al lacului Peipsi, apoi de-a lungul râului de legătură cu Marea Baltică, până la Narva.
Când s-a semnat ordinul de construcție pe 11 august 1943, armata germană se afla pe poziții la sute de kilometri depărare spre est, în principal de-a lungul râului Doneț în sud, și de-a lungul unei linii de la Smolensk la Leningrad în nord. Retragerea armatei germane pe noul aliniament defensiv ar fi dus la cedarea unui uriaș teritoriu sovieticilor, înclusiv a orașelor mari Smolensk și Harkov, (care fusese numai de scurtă vreme recucerit în timpul unei bătălii crâncene), dar și a unei serii de orașe mici precum Novgorodul, Orelul și Brianskul. De asemenea, această retragere ar fi presupus ridicarea asediului Leningradului. 
Linia a fost definitivată numai parțial în momentul în care s-a dat ordinul de retragere generală pe 5 septembrie. Sovieticii au atacat imediat liniile germane, pentru a împiedica inamicul să se regrupeze, declanșând o ofensivă pe un front de 300 km. Ofensiva aceasta, cunoscută azi ca „Bătălia de pe Niprul inferior”, a fost declanșată pe 22 septembrie 1943. Linia defensivă germană era mai slabă în special în zona din apropiere de țărmul Mării Negre, ceea ce a permis armatelor sovietice să spargă apărarea inamică cu relativă ușurință în sud, izolând Armata a 17-a germană în Crimeea. În ciuda unor pierderi uriașe ale sovieticilor înregistrate în perioada în care linia Panther-Wotan a fost atacată, (există estimări de 1,2 milioane de morți), până pe 1 decembrie, întreaga structură defensivă germană fusese distrusă de la Velikie Luki în nord, la Marea Neagră în sud. Atacul părții extrem-nordice a liniei defensive germane nu a avut loc, planificatorii sovietici socotind că germanii aveau să se retragă fără luptă de frica încercuirii. Estonia, stăbătută de linia Panther-Wotan, a rămas sub control german până în 1944.